# Walter Morley Sale
Walter Morley Sale, britanski general, * 1903, † 1976.